# Rue des Bégards
La rue des Bégards (en wallon : Les grés dès Bègẳs) est une rue ancienne du centre historique de Liège (Belgique) et du quartier Saint-Laurent. 

## Odonymie

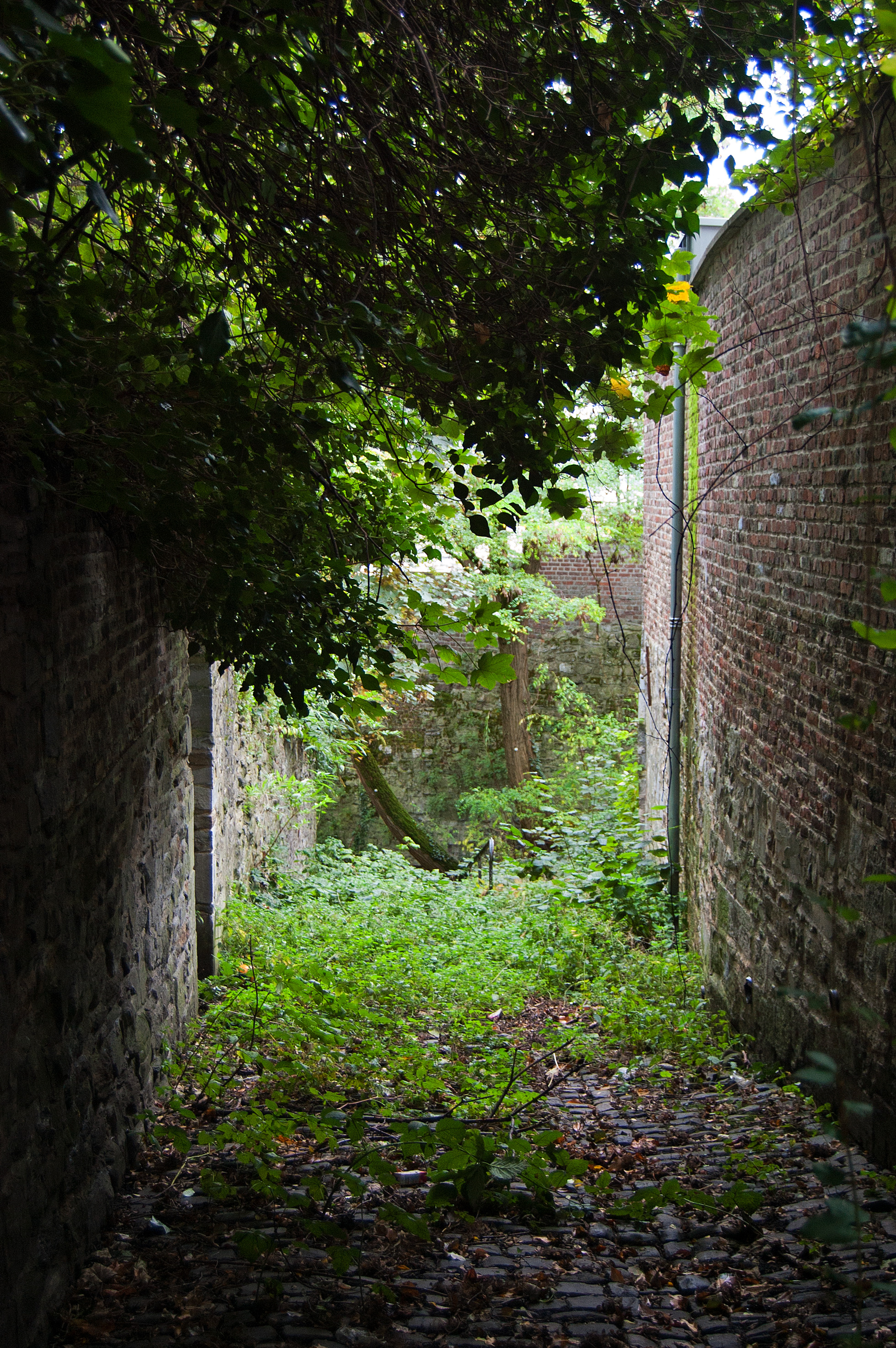
Le haut de la rue vu à travers la grille fermée.

Le nom Bégards se rattacherait aux Béguines et à l'ancien béguinage Saint-Christophe présent dans ce quartier de Liège autour de la place des Béguinages.

## Historique et description
Seule la partie haute de la rue menant à la basilique Saint-Martin est de nos jours accessible. Il s'agit d'une rue pavée en descente d'une cinquantaine de mètres partant du Mont Saint-Martin et menant à une grille empêchant l'accès à un escalier puis à un chemin qui rejoignent la porte des Bégards non franchissable. L'escalier des Bégards (en wallon : Lès grés dès Bègâs) qui gravit la colline de Publémont n'est donc plus accessible depuis plusieurs années en raison de problèmes d'insécurité liés à la toxicomanie. Toutefois, un projet de réhabilitation de cette voie piétonne est en cours.

## Patrimoine
- La porte des Bégards (accessible depuis la rue Basse-Sauvenière).
- L'escalier des Bégards (fermé).
- Au no 27, l'hôtel Ransonnet appelé aussi hôtel Chaudoir est un hôtel particulier reconstruit vers 1762 par le chanoine Ransonnet. Le rez-de-chaussée en pierre calcaire d'un bâtiment attenant cet hôtel particulier date du XVIe siècle[3].
- Au no 29, un immeuble présentant une façade en brique et pierre calcaire élevée au XVIe siècle comprenant deux portes avec arc en plein cintre[4].

## Voies adjacentes
- Rue Basse-Sauvenière
- Mont Saint-Martin